# Sewrin
Charles-Augustin Bassompierre, noto come Sewrin (Metz, 9 ottobre 1771 – Parigi, 22 aprile 1853), è stato un drammaturgo e librettista francese.

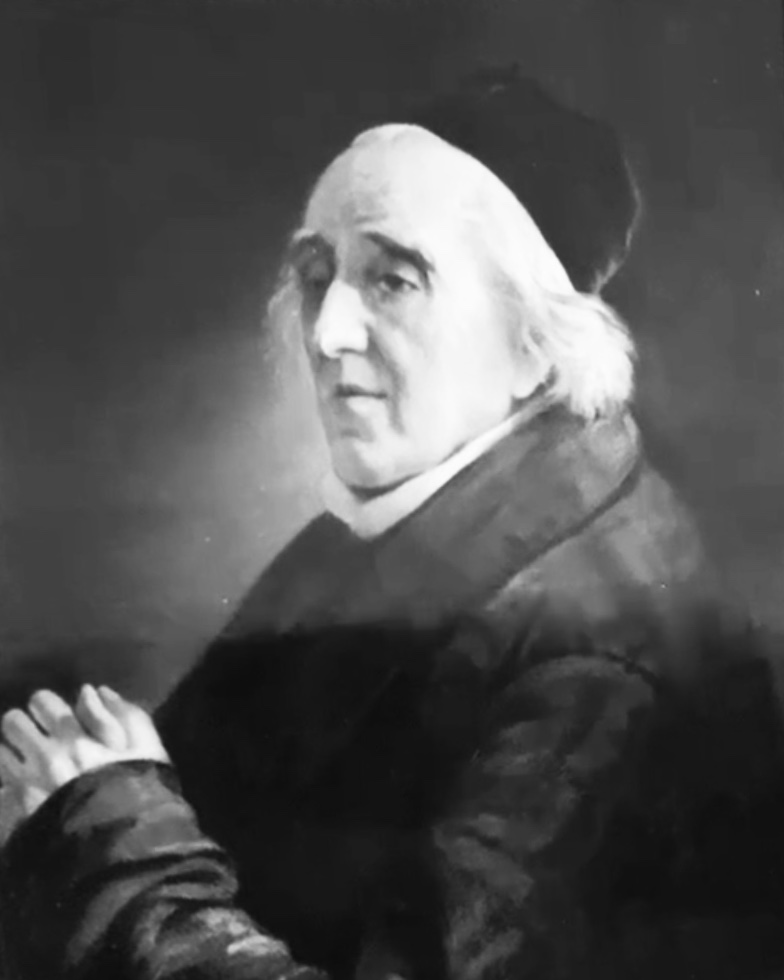
Charles-Augustin Bassompierre-Sewrin (1771-1853), drammaturgo francese e Cavaliere della Legion d'Onore

Autore di commedie, opere comiche, vaudevilles e canzoni, fu anche librettista di François Adrien Boieldieu, Ferdinand Hérold e Luigi Cherubini .

## Biografia
Charles-Augustin Bassompierre è nato il 9 ottobre 1771, a Metz, roccaforte francese di Trois-Évêchés. Il giovane Charles-Augustin raggiunse Parigi poco dopo la Rivoluzione. Nel 1802 fu uno degli undici cantanti nominati, con tre musicisti, come parte della goguette Les Déjeuners des Garçons de Bon Humeur. Autore prolifico, dal 1793 al 1825 scrisse libretti per opere comiche, vaudevilles, commedie ed improvvisazioni, da solo o in collaborazione con René de Chazet e Dumersan, oltre a poesie e romanzi. Nominato segretario-archivista dell'Hôtel des Invalides durante la Restaurazione, perse l'incarico nel 1830.
Charles-Augustin Bassompierre è morto a Parigi il 22 aprile 1853 ed è sepolto nel cimitero di Montparnasse.
Cavaliere dell'Ordine della Legion d'Onore, fu sposato con Louise Julie des Acres de l'Aigle (1787-1845). Da questo matrimonio nacque Marie Louise Augustine Espérance, moglie di Antoine René de Perier (1800-1880).

## Opere

### Libretti
- 1793: L'École de village, opéra-comique in un atto, musica di Jean-Pierre Solié;
- 1793: La Moisson, opéra-comique in 2 atti, musica di Jean-Pierre Solié;
- 1794: Le Plaisir et la Gloire, opéra-comique in un atto, musica di Jean-Pierre Solié;
- 1797: La Chasse aux loups, opéra-comique in un atto;
- 1799: Le Maçon, opéra-comique in un atto, musica di Louis-Sébastien Lebrun;[7]
- 1800: Le Locataire, opera in un atto, musica di Pierre Gaveaux;
- 1807: François Ier ou la Fête mystérieuse, commedia lirica in 3 atti, con René de Chazet, musica di Rodolphe Kreutzer;
- 1807: L'Opéra au village, opéra-comique in un atto, musica di Jean-Pierre Solié;
- 1808: Jadis et aujourd'hui, opéra-comique in un atto, musica di Rodolphe Kreutzer;
- 1808: Anna (Anna ou Les deux Chaumieres), commedia in un atto e in prosa, musica di Jean-Pierre Solié;
- 1810: Le Crescendo, opéra-comique in un atto, musica di Luigi Cherubini;
- 1812: L'Homme sans façon, opéra comique in 3 atti, musica di Rodolphe Kreutzer;
- 1813: Le Forgeron de Bassora, opéra-comique in 2 atti, musica di Charles-Frédéric Kreubé;
- 1813: L'Héritier de Paimpol, opéra-comique in 3 atti, musica di Nicolas-Charles Bochsa;
- 1816: La Fête du village voisin, opéra-comique in 3 atti, musica di François-Adrien Boieldieu;
- 1816: La Jeune Belle-mère, opéra-comique, con Dumersan, musica di Charles-Frédéric Kreubé;
- 1819: Valentin, opéra-comique in 2 atti, musica di Henri Montan Berton;
- 1824: Le Roi René ou la Provence au quinzième siècle, opéra-comique in 2 atti con Gabriel-Alexandre Belle, musica di Ferdinand Hérold;
- 1827: Die Schweizerfamilie (Emmeline, ou la Famille Suisse), opera lirica in 3 atti, libretto di Ignaz Franz Castelli tradotto da Sewrin per la rappresentazione al Teatro dell'Odéon il 6 febbraio 1827, musica di Joseph Weigl;

### Teatro
- 1798: Julia ou les Souterrains du château de Mazzini, melodramma in 3 atti e in prosa;
- 1799: Les Mariniers de Saint-Cloud, impromptu;
- 1800: Racine ou la Chute de Phèdre, commedia in 2 atti e in versi, con vaudevilles, con René de Chazet;
- 1804: Folie et raison, commedia in 1 atto, con René de Chazet;
- 1804: Le Médecin de Palerme, commedia in 1 atto e in vaudevilles, con René de Chazet;
- 1804: La Leçon conjugale, commedia in 3 atti, con René de Chazet;
- 1805: La Laitière de Bercy, vaudeville in 2 atti, con René de Chazet;
- 1805: Janvier et Nivôse, étrennes in vaudeville, con René de Chazet;
- 1805: M. de Largillière, ou Mon Cousin de Dreux, commedia in 1 atto, con René de Chazet;
- 1806: Le Politique in défaut, commedia in 1 atto e in versi, con René de Chazet;
- 1806: La Duègne et le valet, commedia in 2 atti e in vaudevilles, con René de Chazet;
- 1806: Le Chemin de Berlin, ou Halte militaire, divertissement-impromptu con vaudevilles, con René de Chazet;
- 1806: Lundi, mardi et mercredi, vaudeville in 3 atti, con René de Chazet;
- 1806: Les Petites Marionnettes ou la Loterie, vaudeville in un atto, con René de Chazet;
- 1807: La Famille des innocents ou Comme l'amour vient, commedia in un atto e in vaudevilles, con René de Chazet;
- 1807: La Famille des lurons, vaudeville in un atto, con René de Chazet;
- 1807: Pauvre Jacques, commedia in 3 atti, in prosa e in vaudevilles, con René de Chazet;
- 1807: Romainville ou la Promenade du dimanche, vaudeville in un atto con René de Chazet;
- 1807: L'Intrigue en l'air, commedia in 1 atto, con vaudevilles, con René de Chazet;
- 1807: La Journée aux enlèvemens, commedia in 2 atti, in prosa, e in vaudevilles, con René de Chazet;
- 1808: Les Bourgeois campagnards, commedia in 1 atto  e con vaudevilles, con René de Chazet;
- 1808: Habits, vieux galons, commedia in 1 atto e con vaudevilles, con René de Chazet;
- 1808: Ordre et Désordre, commedia in 3 atti con René de Chazet;
- 1808: Les attours à l'épreuve, vaudeville episodico in un atto con René de Chazet;
- 1808: Lagrange-Chancel, vaudeville in un atto con René de Chazet;
- 1809: Coco Pépin, vaudeville in un atto con René de Chazet;
- 1809: La Leçon de l'oncle, ou Il était tems !, commedia in 1 atto e in prosa, con vaudevilles, con René de Chazet;
- 1809: L'Écu de six francs, ou l'Héritage, commedia in 1 atto e in prosa, con René de Chazet;
- 1809: Le Caporal Schlag, ou la Ferme de Muldorf, pièce in 1 atto, con René de Chazet;
- 1810: Les Commères, ou la Boule de neige, commedia in 1 atto e in prosa, con vaudevilles, con René de Chazet;
- 1810: Une soirée de carnaval, vaudeville in un atto, per il Carnevale di Parigi;[8]
- 1810: Le Petit Pêcheur, vaudeville in un atto con Théophile Marion Dumersan;
- 1810: Grivois la malice, vaudeville in un atto;
- 1811: La Fiancée du pays de Caux ou les Normands vengés, commedia in un atto;
- 1811: Les Habitants des Landes, vaudeville in un atto;
- 1811: Les Orgues de Barbarie, commedia in 1 atto e in prosa, con René de Chazet;
- 1812: Jocrisse corrigé ou la Journée aux accidents, commedia in un atto;
- 1813: Les Intrigues de la Rapée, vaudeville in un atto, con Dumersan e Jean-Toussaint Merle;
- 1813: Les Deux Magots de la Chine, vaudeville in un atto;
- 1813: La Vivandière, vaudeville in un atto;
- 1814: Les Anglaises pour rire, ou la Table et le Logement, commedia in un atto con Dumersan;
- 1820: Les Amours du port au blé, commedia sbarazzina in un atto, con Dumersan;
- 1820: Maître Blaise, vaudeville in 2 atti, con Maurice Ourry;
- 1821: La Femme du sous-préfet, ou le Charlatan, vaudeville in un atto con Charles-François-Jean-Baptiste Moreau de Commagny;
- 1821: Le comédien d'Étampes, vaudeville in un atto, con Moreau de Commagny;
- 1821: Pierre, Paul et Jean, vaudeville in 2 atti, con Maurice Ourry;
- 1821: La Leçon de danse et d'équitation, vaudeville in un atto, con Nicolas Gersin;
- 1822: Kabri le sabotier, vaudeville in un atto;
- 1822: Le Garde-moulin, vaudeville, con Moreau de Commagny;
- 1822: Rataplan ou le Petit Tambour, vaudeville in un atto, con Augustin Vizentini;
- 1822: Amélie ou le Chapitre des contrariétés, commedia-vaudeville in 2 atti;
- 1823: Les Mauvaises Têtes, vaudeville in un atto, con Maurice Ourry;
- 1823: Nicolas Rémi, vaudeville in 2 atti;
- 1823: Les Femmes de chambre, vaudeville in un atto, con Moreau de Commagny;[9]
- 1823: L'Atelier de peinture, tableau-vaudeville in un atto, con Léonard Tousez
- 1823: Le Chevalier d'honneur, vaudeville in un atto, con Léonard Tousez e Nicolas Gersin;
- 1824: Catherine, vaudeville in un atto, con Dumersan;
- 1825: La Chambre de Suzon, commedia in un atto, con Pierre Carmouche e Dumersan;
- 1831: Les Amours du port au blé (seconda versione), commedia-vaudeville in un atto, con Dumersan;
- non datato: Le Lithographe, vaudeville in un atto, con Léonard Tousez;
- non datato: Riquet à la houppe, vaudeville-féerie in un atto e 3 quadri, con Nicolas Brazier>

### Opere varie
- La Famille des menteurs, «ouvrage véridique», Masson, Paris, 1802;
- Histoire d'un chien, écrite par lui-même et publiée par un homme de ses amis, «ouvrage critique, moral et philosophique», Masson, Paris, 1802;
- Histoire d'une chatte, écrite par elle-même et publiée par un homme de ses amis, Masson, Paris, 1802;
- Brick-Bolding;
- La Première Nuit de mes noces.